# さとう里香
さとう 里香（さとう りか、1987年4月18日 - ）は、日本の元タレント、元グラビアアイドル。京都府城陽市出身でプラチナムプロダクションに所属した。既婚。

## 略歴
2005年ごろから『佐藤あおい』名義でケフィ・シーに所属し、当初は西日本を中心にCMなどで活動した。プラチナムプロダクションへ移籍して本名の『佐藤里香』名義で活動し、2008年5月1日から芸名を『さとう里香』とする。
2007年に同じ事務所の鈴木礼央奈、志摩夕里加とSUPER GTイメージガール「Shiny」のメンバーとして活動し、グラビアやテレビ番組に出演する。
2009年に『ヴォイス〜命なき者の声〜』で連続ドラマに初出演する。
2010年にスーパー戦隊シリーズ『天装戦隊ゴセイジャー』にエリ / ゴセイピンク 役で出演する。
2011年にプラチナムプロダクションを退所し、芸能を引退する。

## 人物
- 小学生で『モーニング娘。』オーディションを受けるも、書類選考で落選する[2]。
- 2008年6月18日の放送から『クイズ!ヘキサゴンII』に出演。司会者の島田紳助からは特別扱いと贔屓されていた。後に矢口真里とストローハットのメンバーとしてCDリリースするなどしたが、2010年に『ゴセイジャー』出演により番組は降板し、以降は一切参加していない。
- 引退後に結婚して2017年に長女を設ける。『ゴセイジャー』で共演したにわみきほが、2017年6月7日にInstagramで公開した。

## 出演

### バラエティ
- プレミアの巣窟（2007年、フジテレビ）
- のりスタは〜い!（2007年 - 2008年、テレビ東京） - 「うまみ〜」として出演
- ラジかるッ（2008年 - 2009年、日本テレビ） - 月・水（隔週）・金曜日天気予報コーナーなど
- クイズ!ヘキサゴンII（2008年 - 2010年、フジテレビ） - 不定期
- 熱血!平成教育学院（2007年、フジテレビ） - 不定期
- 平成教育学院☆放課後（2008年、BSフジ） - コーナーレギュラー
- ピラメキーノ（2009年、テレビ東京） - コーナーレギュラー

### テレビドラマ
- ヴォイス〜命なき者の声〜 第1、2、5、6話、第8話 - 最終話（2009年、フジテレビ） - 堀井奈津美 役
- BOSS 第7回（2009年、フジテレビ） - 本人 役
- 天装戦隊ゴセイジャー（2010年 - 2011年、テレビ朝日） - エリ / ゴセイピンク 役[1]

### 映画
- 『スーパー戦隊シリーズ』 - エリ / ゴセイピンク 役
  - 侍戦隊シンケンジャーVSゴーオンジャー 銀幕BANG!!（2010年1月30日、東映） - 声のみ
  - 天装戦隊ゴセイジャー エピックON THEムービー（2010年8月7日、東映）
  - 天装戦隊ゴセイジャーVSシンケンジャー エピックon銀幕（2011年1月22日、東映）
  - ゴーカイジャー ゴセイジャー スーパー戦隊199ヒーロー大決戦（2011年6月11日、東映）

### Vシネマ
- 帰ってきた天装戦隊ゴセイジャー last epic（2011年6月21日、東映） - エリ / ゴセイピンク 役

### ラジオ
- ゴチャ・まぜっ!金スペ（2007年、MBSラジオ）

### インターネットテレビ
- とりあえず生中（仮）金曜日（2009年、ニコニコ生放送） - 次長課長と共にパーソナリティを担当
- とりあえず生中（二杯目）月曜日（2009年 - 2010年、ニコニコ生放送） - 大島麻衣と共にパーソナリティを担当

### モバイル
- アイドルがイッパイ （ドワンゴ / スターゲートネットワーク）

## 書籍

### 写真集
- M.T.J GREEN TENNIS CLUB（2007年9月、アスコム、撮影：松田忠雄）ISBN 4-7762-0474-6
- はんなりか（2008年7月、学習研究社、撮影：飯塚昌太）ISBN 978-4-05-403772-4
- honey&trap（2010年9月21日、ワニブックス、撮影：井上貴之）ISBN 978-4-8470-4292-8

## 作品

### DVD
- きゅーと！キュート！Cute！（2005年、トリコロール） - 佐藤あおい名義
- 君といた夏（2007年、リバプール）
- はんなりか（2008年、学習研究社）
- まったりか（2009年、GPミュージアム）
- Two Face（2010年、東映ビデオ）

### CD
- SUPER EUROBEAT presents SUPER GT 2007 〜First Round〜（2007年） - 曲名「FOREVER STAR☆」
- SUPER EUROBEAT presents SUPER GT 2007 〜Second Round〜（2007年） - 曲名「SHINY IN THE SKY」
- 風をさがして（2010年） - 『クイズ！ヘキサゴンII』から生まれたユニット「矢口真里とストローハット」として

### トレーディングカード
- プラチナム オフィシャル カードコレクション（2007年）
- プラチナム オフィシャル カードコレクション（2009年）

### カレンダー
- さとう里香 2011年カレンダー（2010年）